# Anisole

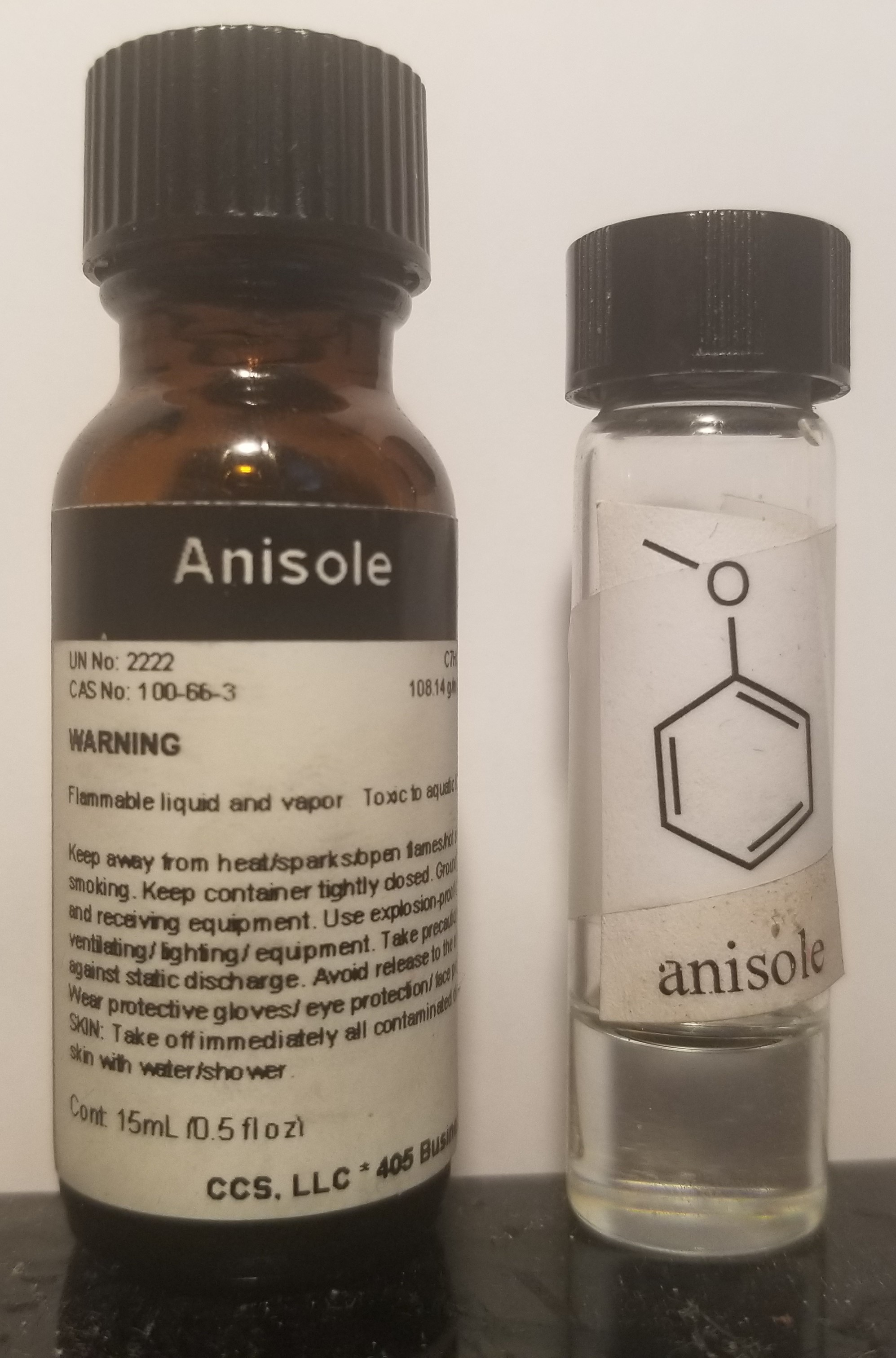

L'anisole ou méthoxybenzène est un composé de formule C6H5OCH3. C'est l'ether-oxyde méthylé du phénol. Elle se présente sous la forme d'un liquide incolore, à l'odeur proche de l'anis.